# 25472 Joanoro
25472 Joanoro (1999 XL36) là một tiểu hành tinh vành đai chính được phát hiện ngày 6 tháng 12 năm 1999 bởi J. Nomen ở Ametlla de Mar Observatory.